# Géza von Radványi

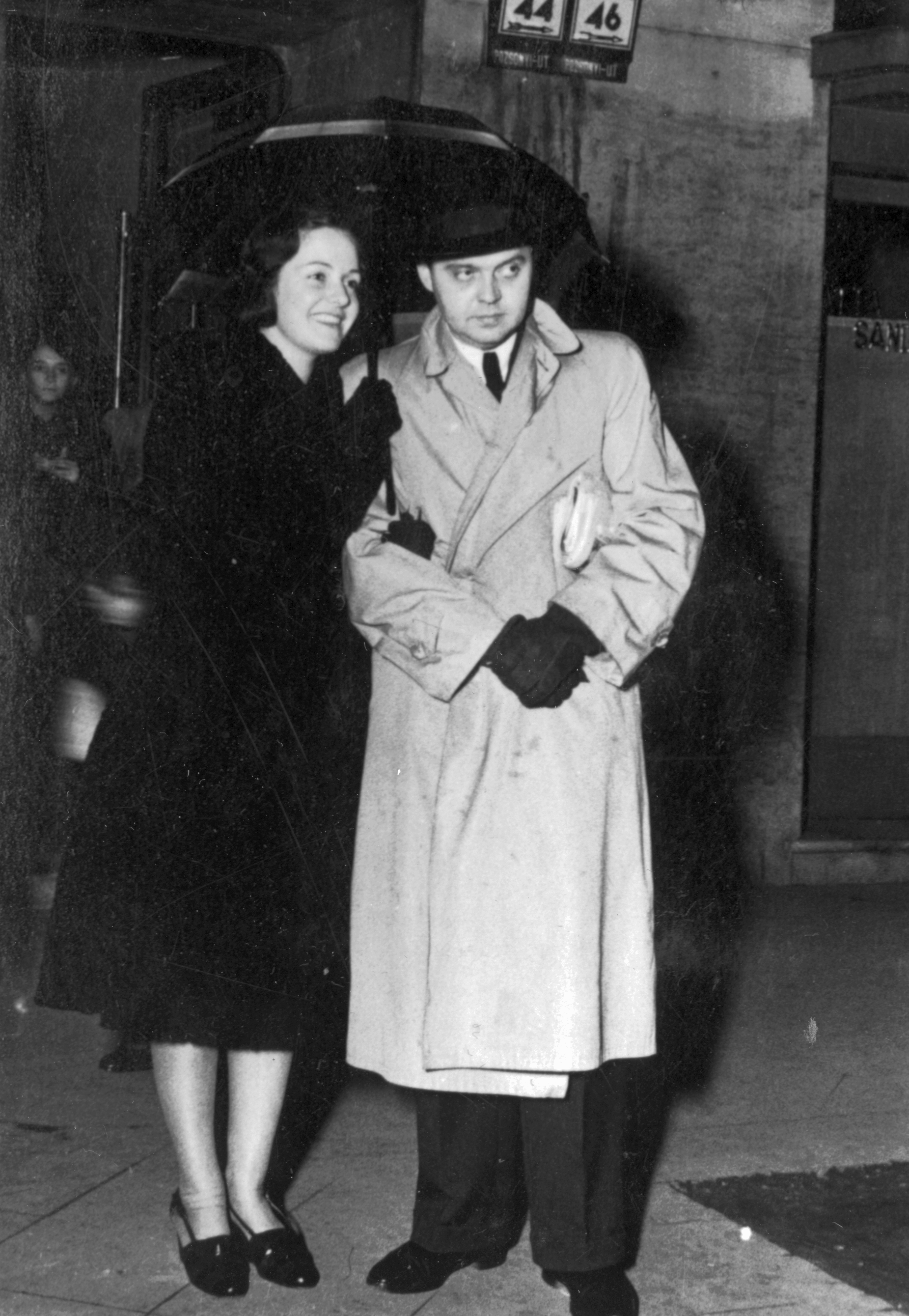
Géza von Radványi mit seiner Frau Maria von Tasnady um 1940

Géza von Radványi, ursprünglich Géza Grosschmid (* 26. September 1907 in Kaschau, Österreich-Ungarn; † 26. November 1986 in Budapest), war ein ungarischer Filmregisseur und Drehbuchautor. Er beteiligte sich am Aufbau der Universität der Theater- und Filmkunst Budapest und war ein Pionier des Farbfilms in Ungarn.

## Leben
Géza Radványi wurde als Sohn des Advokaten und späteren Königlichen Vizenotars Géza Grosschmid und jüngerer Bruder von Sándor Márai geboren. Die magyarisierte deutsche Familie stammte von oberungarischen Sachsen, den Zipser Sachsen, ab. Auf Wunsch des Vaters nahm er, wie sein Bruder, einen Künstlernamen an. Dabei wählte er den Mädchennamen seiner Großmutter väterlicherseits. In seiner Jugend veröffentlichte er in der Zeitung Kassai Napló jedoch auch Gedichte unter dem Pseudonym Tamás Ember.
Er arbeitete zunächst als Journalist. Bereits 1926 war er beim Völkerbund in Genf akkreditiert, der ihn bis 1928 auch in Paris, Madrid und London einsetzte. Zudem arbeitete er für die Zeitung Prágai Magyar Hírlap.
Géza Radványi war von 1930 bis 1937 mit Eva Daghofer, der Tochter von Lil Dagover verheiratet. Ab 1933 wurde er beim deutschen und französischen Film Regieassistent und Drehbuchautor. 1937 heiratete er die ungarische Schauspielerin Mária Tasnády-Fekete, die in mehreren seiner Filme Hauptrollen erhielt. Er hielt sich meist in Berlin auf und kehrte 1939 nach Ungarn zurück. Hier konnte er erstmals selbst Regie führen. Danach verlegte er während des Zweiten Weltkriegs seinen Lebensmittelpunkt für zwei Jahre nach Rom.
1947 fand er Beachtung mit Irgendwo in Europa, einem von Béla Balázs angeregten einfühlsamen Spielfilm über die geistig entwurzelte Nachkriegsjugend Europas. Aufgrund dieses Filmes wurde Géza Radványi in den folgenden Jahren oftmals die Regiearbeit für ambitionierte Projekte anvertraut, zunächst ab 1948 erneut in Italien und später Frankreich und ab 1954 in Deutschland, wo er nun auch lebte und an der Filmhochschule München unterrichtete. 
Hier schuf er 1958 das Remake Mädchen in Uniform und 1961 die zweiteilige Verfilmung des Romans Es muss nicht immer Kaviar sein. Auch die Inszenierung des Romans Onkel Toms Hütte und von Der Kongreß amüsiert sich – ein Remake von Der Kongreß tanzt – wurde von ihm übernommen. Ab 1977 lebte er wieder in Budapest.
Sein Grab befindet sich auf dem Friedhof Farkasrét in Budapest, das seiner Ehefrau auf dem Friedhof in Planegg bei München. 
Die gemeinsame Tochter Marika von Radvanyi (* 1949) ist eine in München wohnhafte Synchronregisseurin und Dialogbuchautorin.

## Filmografie
- 1940: Erdélyi kastély
- 1940: Geschlossene Verhandlung (Zárt tárgyalás)
- 1940: Sarajevo (Co-Drehbuch)
- 1941: Europa antwortet nicht (Európa nem válaszol)
- 1941: Der sprechende Mantel (A beszélö köntös)
- 1942: So liebt nur eine Frau (Egy asszony visszanéz)
- 1947: Irgendwo in Europa (Valahol Európában) (auch Co-Drehbuch)
- 1949: Frauen ohne Namen (Donne senza nome) (auch Co-Drehbuch)
- 1953: Eine wunderbare Liebe (L'étrange désir de M. Bard) (auch Co-Drehbuch)
- 1955: Ingrid – Die Geschichte eines Fotomodells (auch Co-Drehbuch)
- 1955: Mädchen ohne Grenzen (auch Co-Drehbuch)
- 1957: Das Schloß in Tirol (auch Co-Drehbuch)
- 1958: Der Arzt von Stalingrad
- 1958: Mädchen in Uniform
- 1958: Ihr Verbrechen war Liebe (Douze heures d'horloge) (auch Co-Drehbuch)
- 1959: Ein Engel auf Erden (auch Co-Drehbuch)
- 1960: Ich schwöre und gelobe
- 1961: Und sowas nennt sich Leben
- 1961: Das Riesenrad
- 1961: Es muß nicht immer Kaviar sein
- 1961: Diesmal muß es Kaviar sein
- 1965: Onkel Toms Hütte
- 1965: Der Kongreß amüsiert sich (auch Co-Drehbuch)
- 1975: Parapsycho – Spektrum der Angst (nur Co-Drehbuch)
- 1976: Die Hinrichtung (Co-Drehbuch, ungenannt Co-Regie)
- 1979: Girls – Die kleinen Aufreißerinnen (nur Co-Drehbuch)
- 1979: Circus Maximus (auch Co-Drehbuch)

## Ehrungen
- Kossuth-Preis, 1949 (verzichtet auf die Auszeichnung)[1]